# Andreas Grüntzig
Andreas Roland Grüntzig (ur. 25 czerwca 1939 w Dreźnie, zm. 27 października 1985 w Forsyth) – niemiecki kardiolog, który miał znaczący wpływ na obraz późniejszej kardiologii interwencyjnej. Opracował technikę angioplastyki balonowej i pierwszy przeprowadził udane poszerzenie zwężonej tętnicy wieńcowej serca w 1977.

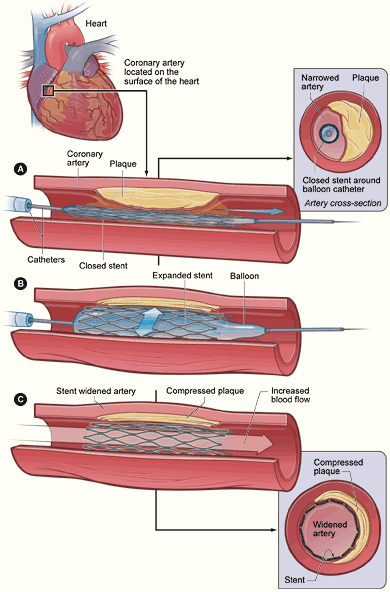
Schemat angioplastyki tętnicy wieńcowej z wszczepieniem stentu

## Życiorys
Świadectwo maturalne uzyskał w szkole im. Św. Tomasza w Lipsku w 1957 z najwyższym wyróżnieniem. Po ucieczce do Niemiec Zachodnich w 1958 rozpoczął studia medyczne na uniwersytecie w Heidelbergu, które ukończył w 1964. Pod koniec lat sześćdziesiątych Grüntzig dowiedział się o procedurze angioplastyki opracowanej przez Amerykanina Charlesa Dottera na wykładzie we Frankfurcie w Niemczech i poświęcił się tej idei. W 1969 przeniósł się do Szwajcarii. W 1971 pracował pod kierunkiem Eberharda Zeitlera (pierwszy w Europie wykonał poszerzenie zwężonej tętnicy udowej z zastosowaniem metody Dottera) w Engelskirchen, gdzie nauczył się angioplastyki naczyń obwodowych techniką Dottera.
Po skonstruowaniu w 1974 nowego cewnika do poszerzania tętnic obwodowych 16 września 1977 wykonał pierwsze udane przezskórne poszerzenie zwężonej tętnicy wieńcowej (PCI). Podczas cewnikowania serca poszerzył krótkie 80% zwężenie tętnicy międzykomorowej przedniej przywracając normalny przepływ krwi i oszczędził pacjentowi operacji obejścia (by-passy). Po dziesięciu latach badania kontrolne wykazały, że poszerzone zwężenie jest drożne. Jego pierwsze cztery przypadki zostały przedstawione na zjeździe American Heart Association. Swoim doniesieniem przyciągnął uwagę i sceptycyzm środowiska medycznego. Dziś jego osiągnięcia są uznawane na całym świecie i uważany jest za pioniera kardiologii interwencyjnej.
Obecnie angioplastyka wieńcowa stosowana w leczeniu zwężeń tętnic wieńcowych zyskała uznanie na całym świecie i jest stale rozwijana, na przykład za pomocą wprowadzenia stentów wieńcowych i stentów powlekanych substancjami hamującymi przerost śródbłonka naczyń w miejscu poszerzenia.
Grüntzig zginął wraz z żoną, gdy ich awionetka rozbiła się w Forsyth (Georgia) w Georgii 27 października 1985.
W Szwajcarii utworzono Fundację im. Andreasa Rolanda Grüntziga, która wspiera młodych adeptów medycyny w nabywaniu umiejętności i dalszego rozwoju w angiologii technik przez niego wprowadzonych.
Niemieckie Towarzystwo Kardiologiczne ufundowało doroczną nagrodę im. Andreasa Grüntziga w wysokości 5000 € przyznawaną podczas dorocznego zjazdu towarzystwa młodym medykom zajmującym się angioplastyką.